# Південна Лунда
Південна Лунда (порт. Lunda-Sul) — провінція в Анголі. Площа провінції становить 77,637 км ². Чисельність населення становить 216 000 осіб (2005 рік). Адміністративний центр — місто Сауримо. Інші муніципалітети: Каколо, Дала і Муконда.

## Географія
Провінція Південна Лунда знаходиться в східній частині Анголи, за 700 кілометрів на схід від Луанди. На північ від неї лежить провінція Північна Лунда, на південь — провінції Мошико і Біє, на захід — провінція Маланже. На сході Південної Лунди проходить державний кордон між Анголою і Демократичною Республікою Конго.
Територію Південної Лунди займають головним чином сухі савани. Лише в долині річки Касаї, в східних і південних районах провінції, збереглися тропічні ліси. Іншою важливою річкою провінції є Кванго.

## Економіка
Головна сільськогосподарська культура,  що виробляється в Південній Лунді — арахіс. На півдні також вирощують кукурудзу. Іншими важливими продуктами є рис і маніок.
У провінції Південна Лунда відкриті і розробляються родовища алмазів, марганцевої і залізної руди.
Через провінцію із заходу на схід проходить стратегічно важлива траса Луанда — Лубумбаші.